# لاري كريستنسون
لاري كريستنسون (بالإنجليزية: Larry Christenson)‏ هو لاعب كرة قاعدة أمريكي، ولد في 10 نوفمبر 1953 في إيفرت في الولايات المتحدة.

## وصلات خارجية
- لاري كريستنسون على موقع دوري كرة القاعدة الرئيسي (الإنجليزية)
- لاري كريستنسون على موقعبيزبول رفرنس.كوم (الدوري الرئيسي) (الإنجليزية)
- لاري كريستنسون على موقعبيزبول رفرنس.كوم (الدوري الثانوي) (الإنجليزية)
- لاري كريستنسون على موقع إي إس بي إن.كوم (أم.أل.بي) (الإنجليزية)
- لاري كريستنسون على موقع مشجعي الرسوم البيانية (الإنجليزية)